# Хасан Риза паша Джихан Сераскери
Хасан Риза паша, известен като Джихан и Сераскери (на турски: Hasan Rıza Paşa, Cihan Seraskeri), е османски офицер и чиновник.

## Биография
Роден е в 1809 година. От април 1840 до януари 1843 година е командващ на Първа армия, а от май 1841 до юли 1843 година е и валия на Бурсенския еялет. От юли 1843 до юли 1845 година е главнокомандващ (сераскер), а от септември 1843 до декември 1845 година е и отново командир на Първа армия. От юли 1846 до май 1848 година е търговски министър. От май 1848 до март 1849 година отново е главнокомандващ. За 4 месеца отново е валия в Бурса и от август 1849 до юли 1850 година е солунски валия. От декември 1853 до януари 1854 година е капудан паша и отново главнокомандващ: от януари 1854 до юни 1855, от декември 1856 до юли 1857 и от октомври 1857 до септември 1861 година. В допълнение е и началник на арсенала в Топхане от август 1858 до юни 1861 г. От юни 1866 до февруари 1867 г. пак е главнокомандващ, като от май 1866 до февруари 1867 е и началник на арсенала. Военноморски министър е от февруари до юни 1873 и през септември 1875 година. В септември – ноември 1875 година пак е главнокомандващ, а от ноември до януари 1876 година – военноморски министър. От януари до април 1876 година отново е главнокомандващ, а от юни до октомври 1876 година началник на арсенала. От 6 до 20 октомври 1876 година е търговски министър. През март 1877 година е избран за депутат.
Умира в 1877 година.